# Métroklész
Métroklész (ógörögül: Μητροκλῆς; Maróneia, I. e. 4. század – I. e. 3. század) görög cinikus filozófus volt.

## Élete
A trákiai Marónaiában, jómódú családban született. Szülei Kratészra bízták a nevelését. Diogenész Laertiosz anekdotája szerint Métroklész egyszer nyilvánosan szellentett testedzés közben, ezért szégyenében öngyilkos akart lenni. Kratész erről úgy beszélte le, hogy sorban felkereste vele a város hatalmasságait, és jelenlétükben hangosan szellentett. Húga, Hipparkhia szintén bölcselő volt, akit Kratész feleségül vett. Állítólag  úgy vetett véget életének, hogy megfojtotta magát.